# 奇異瘦獅子魚
奇異瘦獅子魚，為輻鰭魚綱鮋形目杜父魚亞目獅子魚科的其中一種，分布於西北大西洋的美國新英格蘭外海海域，棲息深度可達700公尺，體長可達2.8公分，為深海底棲性魚類，屬肉食性，生活習性不明。

## 擴展閱讀
維基物種上的相關：奇異瘦獅子魚